# Instalatér z Tuchlovic
Instalatér z Tuchlovic je film režiséra Tomáše Vorla z roku 2016. Titulní postava je inspirována skutečným instalatérem z Tuchlovic.

## Výroba
Natáčení probíhalo od června do listopadu 2015 ve skutečné obci Tuchlovice, předtáčky proběhly již v květnu.

## Obsazení
| Jakub Kohák     | Luboš Cafourek    |
| Eva Holubová    | Lubošova matka    |
| Petra Špalková  | Sýkorová          |
| Filip Blažek    | Sýkora            |
| Jan Budař       | klempíř Radek     |
| Petr Čtvrtníček | automechanik Pepa |
| Tomáš Matonoha  | Lubošův bratr     |
| Bára Poláková   | Lubošova švagrová |

## Recenze
- Matěj Svoboda, MovieZone.cz
- Mirka Spáčilová, iDNES.cz
- Honza Varga, Film Spot